# سروش یشت سر شب
سروش یشتِ سرِ شَب بخشی از اوستاست که هر شب پیش از خوابیدن و در نخستین سه شبِ پس از درگذشت هر کس می‌خوانند. در اوستای کنونی در یسنا، هاتِ ۵۷ جای دارد. «سروش یشت سر شب» را نباید با «سروش یشت هادُخت» که یشت ۱۱ از یشت‌ها می‌باشد اشتباه کرد.